# Heidi Preuss
Heidi E. Preuss (ur. 18 marca 1961 w Laconii) – amerykańska narciarka alpejska.

## Kariera
Pierwsze punkty w zawodach Pucharu Świata wywalczyła 8 marca 1979 roku w Aspen, zajmując siódme miejsce w gigancie. W kolejnych startach wielokrotnie zdobywała punkty, jednak nigdy nie stanęła na podium, choć czterokrotnie zajmowała czwarte miejsce. Najlepsze wyniki osiągnęła w sezonie 1979/1980, kiedy zajęła dwunaste miejsce w klasyfikacji generalnej i czwarte w klasyfikacji kombinacji. W lutym 1980 roku wystartowała na igrzyskach olimpijskich w Lake Placid, zajmując czwarte miejsce w biegu zjazdowym. W zawodach tych walkę o podium przegrała o 1,15 sekundy z Marie-Theres Nadig ze Szwajcarii. Na tych samych igrzyskach zajęła także siedemnaste miejsce w gigancie.

## Osiągnięcia

### Igrzyska olimpijskie
| Miejsce | Dzień     | Rok  | Miejscowość | Konkurencja | Czas biegu  | Strata  | Zwyciężczyni          |
| ------- | --------- | ---- | ----------- | ----------- | ----------- | ------- | --------------------- |
| 4.      | 17 lutego | 1980 | Lake Placid | Zjazd       | 1:37,52 min | +1,99 s | Annemarie Moser-Pröll |
| 17.     | 21 lutego | 1980 | Lake Placid | Gigant      | 2:41,66 min | +6,71 s | Hanni Wenzel          |

### Puchar Świata

#### Miejsca w klasyfikacji generalnej
- sezon 1978/1979: 18.
- sezon 1979/1980: 12.
- sezon 1980/1981: 30.
- sezon 1981/1982: 50.
- sezon 1982/1983: 64.

#### Pozostałe miejsca na podium
Preuss nigdy nie stanęła na podium zawodów PŚ.